# 卡查奇區
7°27′06″S 78°16′09″W / 7.4517°S 78.2691°W
卡查奇區（西班牙語：Distrito de Cachachi），是秘魯的一個區，位於該國北部卡哈馬卡大區的卡哈班巴省，始建於1855年2月11日，面積820.8平方公里，海拔高度3,237米，2005年人口24,865，人口密度每平方公里30人。